# 1439
Пізнє Середньовіччя •  Відродження •  Реконкіста •  Ганза •  Столітня війна •  Ацтецький потрійний союз •  Імперія інків

## Геополітична ситуація
Османську державу очолює Мурад II (до 1444). Імператором Візантії є Іоанн VIII Палеолог (до 1448), помер король Німеччини Альбрехт II Габсбург. У Франції королює Карл VII Звитяжний.
Апеннінський півострів розділений: північ належить Священній Римській імперії, середню частину займає Папська область, південь належить Неаполітанському королівству. Деякі міста півночі: Венеція, Флоренція, Генуя тощо, мають статус міст-республік.
Майже весь Піренейський півострів займають християнські Кастилія і Леон, де править Хуан II (до 1454), Арагонське королівство на чолі з Альфонсо V Великодушним (до 1458) та Португалія, де королює Афонсо V (до 14). Під владою маврів залишилися тільки землі на самому півдні.
Генріх VI є королем Англії (до 1461). У Норвегії королює Ерік Померанський. Швецію очолює Карл VIII Кнутсон. В Угорщині та Богемії правив до своєї смерті Альбрехт II Габсбург (до 1439). Королем польсько-литовської держави є Владислав III Варненчик (до 1444). У Великому князівстві Литовському княжить Сигізмунд Кейстутович (до 1440).
Частина руських земель перебуває під владою Золотої Орди. Галичина входить до складу Польщі. Волинь належить Великому князівству Литовському. Московське князівство очолює Василь II Темний.
На заході євразійських степів править Золота Орда. У Єгипті панують мамлюки, а Мариніди — у Магрибі. У Китаї править династія Мін. Значними державами Індостану є Делійський султанат, Бахмані, Віджаянагара. В Японії триває період Муроматі.
У Долині Мехіко править Ацтецький потрійний союз на чолі з Іцкоатлем (до 1440). Цивілізація мая переживає посткласичний період. В Імперії інків править Панчакутек Юпанкі.

## Події
- Свидригайло Ольгердович тікає за кордон в результаті громадянської війни (1432—1438 років).
- Польські гусити на чолі зі Спитком з Мельштина зазнали поразки від військ єпископа Збігнєва Олесницького в битві під Гротніками.
- Фераро-Флорентійський собор перемістився до Флоренції.
- 25 червня Базельський собор оголосив папу римського Євгенія IV єретиком і позбавив його сану.
- 5 липня на Флорентійському соборі митрополит Ісидор Київський разом з грецьким архієпископом Василієм Віссаріоном підписали церковну унію про об'єднання православної та католицької церков під владою Папи Римського.
- 6 липня на Флорентійському соборі папа римський Євгеній IV і візантійський імператор Іоанн VIII Палеолог підписали Флорентійську унію, що заклала основи створення греко-католицької церкви.
- 5 листопада учасники Базельського собору, що не визнали рішення Ферраро-Флорентійського собору, обрали папою герцога Савойського Амедея (Фелікса V) і оголосили Євгенія IV позбавленим сану. «Антипапа» Фелікс V став останнім, кому вдалось незаконно зайняти місце католицького папи. Невдовзі він вступив у конфлікт з Базельським собором, і йому довелось відмовитись від папського престолу.

- Засноване Львівське братство
- Французькі Генеральні штати ухвалили створення в країні регулярної армії. Для її фінансування королю надано право збирати щорічний податок талью.
- Ерік Померанський утратив владу в Данії та Швеції. За ним залишилася тільки Норвегія.
- Педру Коїмбрський став регентом Португалії.
- Сигізмунд Габсбург став герцогом Тіролю.
- Помер від дизентерії король Німеччини Альбрехт II Габсбург. Нового короля оберуть наступного року.

## Померли
- Якобелло дель Фйоре, італійський художник (н. 1370)